# 浅野町 (川崎市)
浅野町（あさのちょう）は、神奈川県川崎市川崎区の町名である。住居表示に関する法律に基づく住居表示が実施されているが、丁目は設けられていない。面積は465210.58m²。大部分が工業地帯である。

## 地理
川崎区の臨海部に位置し、北西は産業道路・首都高速横羽線を挟み浜町4丁目、西は新川通りを挟んで南渡田町に接する。東は桜堀運河を挟み池上町、南は浅野運河を挟み扇町に向かい合う。浅野運河に沿ってデイ・シイのセメント工場があり、そのほかは金属加工などの業種の工業団地となっている。産業道路の海側に並行する東海道貨物線の高架橋に沿って、浅野町緑地がある。
デイ・シイは2003年に第一セメントと中央商事が合併してできた企業であるが、創業当初の社名は浅野セメントである。コリア・タウンとして知られる浜町のセメント通りは、この工場に通勤する道として整備されたことから名付けられた。
全域が工業専用地域に指定されている。
市立小・中学校に通う場合は、町内全域が川崎市立さくら小学校および川崎市立桜本中学校の学区となる。

### 交通
新川通りの「川崎港郵便局前」停留所から、川崎駅東口と扇町・三井埠頭を結ぶ川崎鶴見臨港バス・川崎市バス、産業道路の「浜町4丁目」から川崎駅東口と水江町・塩浜営業所を結ぶ川崎市営バスが利用できる。産業道路に沿ってJR東海道貨物線が通るが、貨物専用であり乗車することはできない。

## 歴史
江戸時代までは大島村地先の寄洲であったが、1900年（明治33年）に寄洲を埋め立てて果樹園を造成する計画が起きた。認可が下り、大島新田として埋立が開始されたが、当時の大島村では果樹栽培や稲作のほか魚介類の採取や海苔の養殖で生計を立てている家も多く、埋立で海の仕事に影響することから手を引く者が相次いだ。それでも造成は続けられ、開発に携わった地主の名から「青木新田」と呼ばれるようになった。1911年、造成中のこの地が浅野セメントに売却されることとなり、降灰により農作物に影響をもたらすと反対運動が起きた。漁業補償が行われ、高潮の影響で農業から転業するものも多く、1917年（大正6年）に埋立が完成。橘樹郡田島町大島字新開地と名付けられた。セメント工場が操業すると降灰の被害は予想以上に大きく、周囲の農作物に深刻な影響を及ぼした。1938年（昭和13年）、川崎市大島字新開地の全域と桜本の一部から浅野町を新設。町名は、浅野セメントの創業者の浅野総一郎から名付けられた。1972年（昭和47年）4月1日には川崎市が政令指定都市に移行したことにより、川崎市川崎区浅野町となる。1973年には住居表示の実施に伴い浜町3・4丁目と南渡田町の各一部を編入した。

## 事業所
2021年（令和3年）現在の経済センサス調査による事業所数と従業員数は以下の通りである。
| 町丁   | 事業所数  | 従業員数 |
| ------ | --------- | -------- |
| 浅野町 | 129事業所 | 2,357人  |

### 事業者数の変遷
経済センサスによる事業所数の推移。
| 年                 | 事業者数 |
| ------------------ | -------- |
| 2016年（平成28年） | 128      |
| 2021年（令和3年）  | 129      |

### 従業員数の変遷
経済センサスによる従業員数の推移。
| 年                 | 従業員数 |
| ------------------ | -------- |
| 2016年（平成28年） | 2,075    |
| 2021年（令和3年）  | 2,357    |

## その他

### 日本郵便
- 郵便番号 : 210-0854[2]（集配局 : 川崎港郵便局[14]）

### 警察
町内の警察の管轄区域は以下の通りである。
| 番・番地等 | 警察署         | 交番・駐在所 |
| ---------- | -------------- | ------------ |
| 全域       | 川崎臨港警察署 | 浜町交番     |